# Michaił Poliszczuk
Michaił Michajłowicz Poliszczuk (ros.  Михаил Михайлович Полищук;  ur. 10 stycznia 1989 w Moskwie) – rosyjski pływak.
W 2008 roku zdobył srebrny medal  na igrzyskach olimpijskich w sztafecie 4 x 200 m stylem dowolnym, a w 2009 również srebro na Mistrzostwach Świata w Rzymie w tej samej konkurencji. Rok później, w Dubaju, wraz ze sztafetą 4 x 200 dowolnym, zdobył złoty medal Mistrzostw Świata na krótkim basenie. W tym samym roku wywalczył złoty medal w Mistrzostwach Europy w Budapeszcie razem z kolegami ze sztafety 4 x 200 m stylem dowolnym.
Młodzieżowy mistrz świata w sztafecie 4 x 200 m st. dowolnym z 2006 roku z Rio de Janeiro. 
Dwukrotny mistrz Europy juniorów z 2007 roku (200 m st. dowolnym i sztafeta 4 x 200 m st. dowolnym). Rekordzista Rosji w sztafecie 4 x 200 m stylem dowolnym na krótkim basenie.
Odznaczony tytułem Zasłużonego Mistrza Sportu oraz Orderem „Za zasługi dla Ojczyzny” II stopnia - Za olbrzymi wkład w rozwój kultury fizycznej i sportu, wysokie osiągnięcia na XXIX Igrzyskach Olimpijskich w Pekinie.